# ネリタン・ノヴィ
ネリタン・ノヴィ（Neritan Novi 、1970年9月3日 - ）は、アルバニア・ジロカストラ出身の元サッカー選手。サッカー指導者。現役引退後はルフテタリで監督を務めた。

## 代表個人成績
{2020年3月23日時点
| アルバニア代表 | アルバニア代表 | アルバニア代表 |
| 年             | 出場           | 得点           |
| -------------- | -------------- | -------------- |
| 1995           | 1              | 0              |
| 合計           | 1              | 0              |